# Urkundsförfalskning
Urkundsförfalskning är ett bedrägeri som innebär att man förfalskar en skriftlig handling (urkund), alltså en form av dokumentförfalskning, i syfte att begå ett brott.

## Svensk lag
Enligt svensk lag döms den för urkundsförfalskning, som genom att skriva annan, verklig eller diktad, persons namn eller genom att falskeligen förskaffa sig annans underskrift eller på annat sätt, framställer falsk urkund eller också falskeligen ändrar eller fyller ut äkta urkund, allt under förutsättning att åtgärden innebär fara i bevishänseende. Förfalskningar som är så dåliga att ingen skulle luras av dem är således inte straffbara.
Såsom urkund anses enligt paragrafens andra stycke protokoll, kontrakt, skuldebrev, intyg och annan handling, som upprättats till bevis eller på annat vis är av betydelse såsom bevis, samt även legitimationskort, biljett och dylikt bevismärke. Förfalskning av officiella dokument som exempelvis körkort och identifikationshandlingar faller under denna rubrik.
Straffet för urkundsförfalskning är fängelse i högst 2 år. Om brottet anses som grovt, grov urkundsförfalskning, kan det ge fängelse upp till 6 år.
Vid ringa brott döms till förvanskning av urkund till böter eller fängelse i högst 6 månader. Vid bedömande av om brottet är ringa ska det särskilt beaktas om urkunden är av mindre vikt eller om gärningen har begåtts för att hjälpa någon till hans eller hennes rätt.